# Dąb Mnich
Dąb Mnich – dąb chroniony jako pomnik przyrody, rosnący w lesie blisko drogi z Mnichowa do Mniszka w województwie świętokrzyskim. Wiek Mnicha szacowany jest na 500-700 lat. Na wysokości 1,3 m od podłoża obwód jego wynosi nieco ponad 7 m, zaś przy samej ziemi jest to ponad 10m.

## Pochodzenie nazwy
Legenda głosi iż dąb wyrósł w miejscu bohaterskiej śmierci mnicha Rotwalda, który był założycielem pobliskiej wsi Mnichów. Zakonnik, zapewne cysters z jędrzejowskiego klasztoru, miał zginąć w obronie napadniętej przez zbójników niewiasty.

## Stan obecny
Niestety jak wynika z nielicznych doniesień medialnych z ostatnich lat pomnikowe drzewo uległo poważnemu zniszczeniu w wyniku działania czynników atmosferycznych. Ochronie drzewa nie sprzyja też fakt, że chociaż ma ono status pomnika przyrody trudno znaleźć informację o nim w przewodnikach turystycznych. Ponadto w jego okolicy nie znajdują się żadne tablice informacyjne mające ułatwić dotarcie do niego jak również na samym drzewie nie widnieje żadna tablica informacyjna o jego statusie.